# Stade Municipal (Kara)
Stade Municipal – to wielofunkcyjny stadion w mieście Kara w Togo, na którym odbywają się głównie mecze piłki nożnej. Jest domowym stadionem klubów ASC Kara i ASKO Kara. Stadion może pomieścić 7500 osób.